# Liste der deutschen Botschafter in Syrien
Die Liste der deutschen Botschafter in Syrien enthält die Konsuln, Generalkonsuln und Botschafter des Deutschen Reichs und der Bundesrepublik Deutschland in Syrien. Sitz der Botschaft ist in Damaskus. Infolge des Bürgerkriegs in Syrien war die Botschaft von 2012 bis 2025 geschlossen.

## Geschichte
Von 1927 bis 1939 waren die Leiter der Auslandsvertretung des Deutschen Reichs in Damaskus regelmäßig auch bei der Regierung in Beirut akkreditiert. Die Beziehungen der Regierungen sind traditionell eng. Konrad Adenauer sandte Alois Brunner ausgestattet mit den Papieren von Georg Franz Fischer seiner Sicherungsgruppe Bonn Anfang 1954 nach Damaskus. Unter der technischen Beratung von Brunner entwickelte die syrische Regierung Sprengstoffattentate zur Politikform.

## Deutsches Reich
| Name                         | Amtszeit  | Anmerkungen   |
| ---------------------------- | --------- | ------------- |
| Heribert Otto Paul Schwörbel | 1927–1931 | Konsul        |
| Kurt Ziemke                  | 1931–1933 | Konsul        |
| Hans Kirchholtes             | 1934–1935 | Generalkonsul |
| Ferdinand Sailer             | 1935–1939 | Generalkonsul |

## Bundesrepublik Deutschland
| Name | Amtszeit  | Anmerkungen                                                         |
| --- | --------- | ------------------------------------------------------------------- |
| Hans-Joachim von der Esch                                                                                                   | 1952–1956 | Gesandtschaft im Rang eines Generalkonsulats                        |
| Walter Weber | 1957–1958 | Gesandter                                                           |
| Rudolf Fechter | 1960–1964 | Generalkonsul, auch in der Zeit der Vereinigten Arabischen Republik |
| Hans-Joachim Mangold | 1964–1965 |                                                                     |
| am 13. Mai 1965 Abbruch der diplomatischen Beziehungen, am 7. August 1974 Wiederaufnahme, Schutzmachtvertretung: Frankreich |           |                                                                     |
| Ulrich von Rhamm | 1974–1978 |                                                                     |
| Joachim Peckert | 1978–1981 |                                                                     |
| Heribert Wöckel | 1981–1986 |                                                                     |
| Georg Hermann Schlingensiepen                                                                                               | 1987–1993 |                                                                     |
| Thomas Trömel | 1993–1996 |                                                                     |
| Heinz Reiners | 1996–1999 |                                                                     |
| Gunter Mulack | 1999–2002 |                                                                     |
| Eberhard Schuppius | 2002–2005 |                                                                     |
| Volkmar Wenzel | 2005–2008 |                                                                     |
| Andreas Reinicke | 2008–2012 |                                                                     |
| Botschaft geschlossen von 22. Januar 2012 bis 20. März 2025                                                                 |           |                                                                     |
| Stefan Schneck | 2025–     | Geschäftsträger a. i.                                               |